# Caves of Mars Project

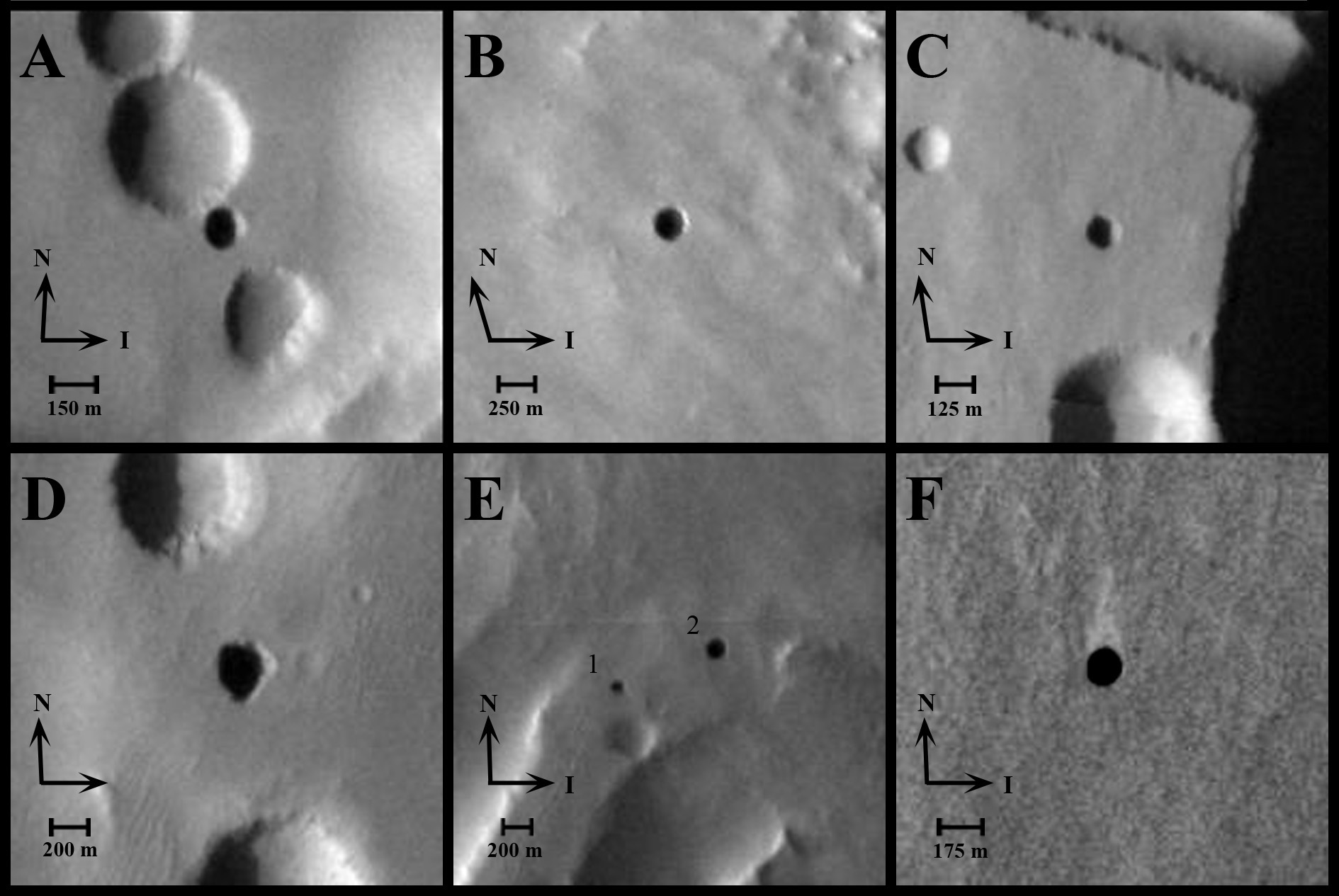
Images THEMIS d'entrées probables de grottes sur le volcan Arsia Mons. Ces cavités ont été nommées de façon informelle (A) Dena, (B) Chloe, (C) Wendy, (D) Annie, (E) Abby (à gauche) et Nikki, et (F) Jeanne.

Le System Feasibility Demonstrations of Caves and Subsurface Constructs for Mars Habitation and Scientific Exploration, ou Caves of Mars Project (littéralement « Projet grottes de Mars »), est une étude financée par le NASA Institute for Advanced Concepts qui visait à estimer la faisabilité de la construction d'habitations dans certains cavités naturelles de Mars, telles que les grottes, gorges ou tunnels de lave,,. L'étude, entreprise au début des années 2000, se termine en 2004 par la publication du rapport final.
De telles cavités ont pour avantage d'aider à protéger l'habitation du climat martien et des radiations solaires. Elles permettraient aussi potentiellement un accès plus simple pour le forage du sous-sol (recherche de métaux/minéraux, de gaz, glace, etc.).

## Résultats
Le projet a montré que les grillons et les souris pouvaient respirer des mélanges d'argon pendant de longues périodes sans problèmes apparents. Le projet a produit de nombreux documents éducatifs, rendus disponibles grâce à son initiative de sensibilisation. Démonstration de communications sans fil dans un réseau de grottes de calcaire.

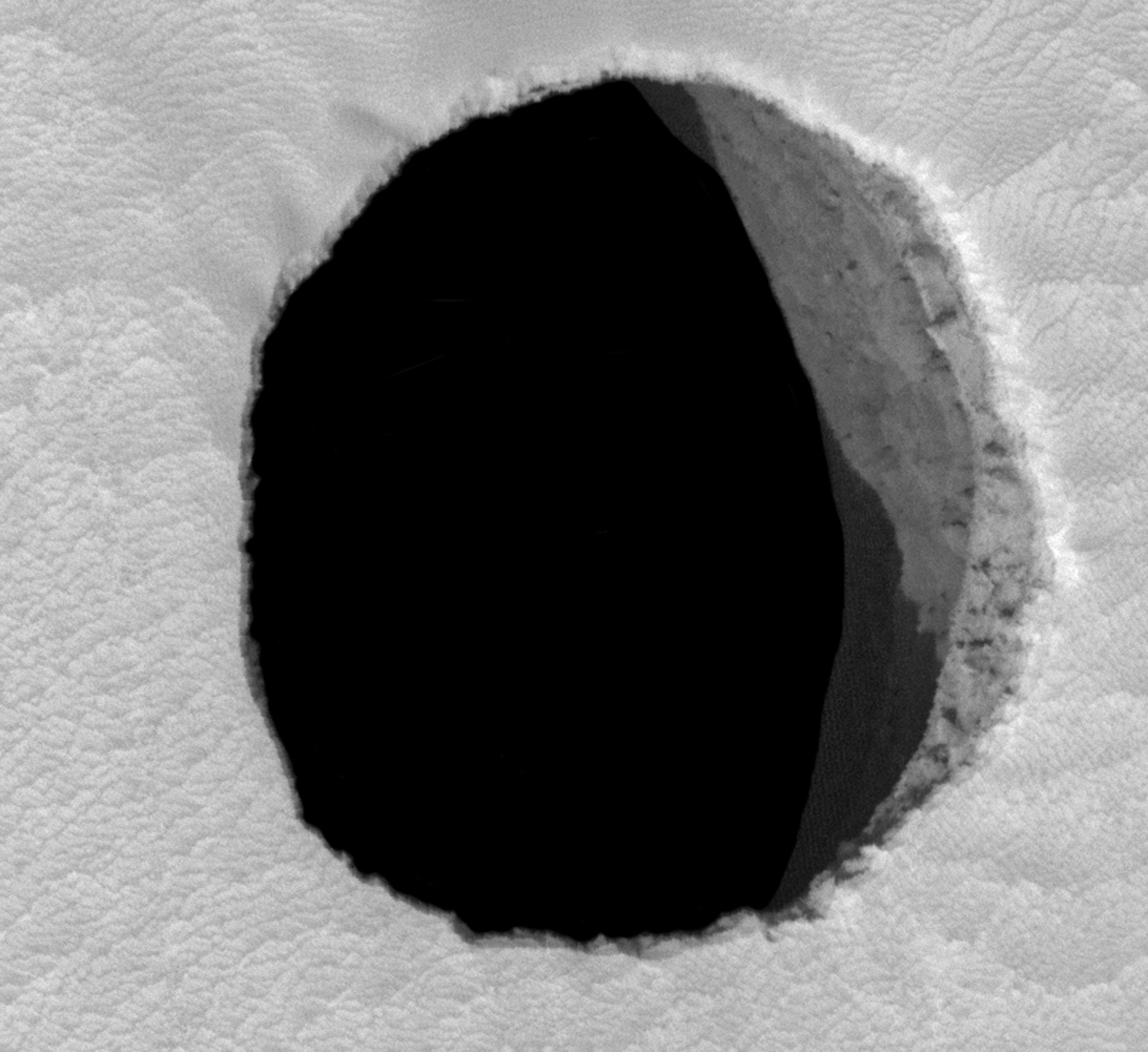
HiRISE image du trou de "Jeanne" sur Mars, d'environ 150 mètres de diamètre et d'au moins 178 mètres de profondeur.
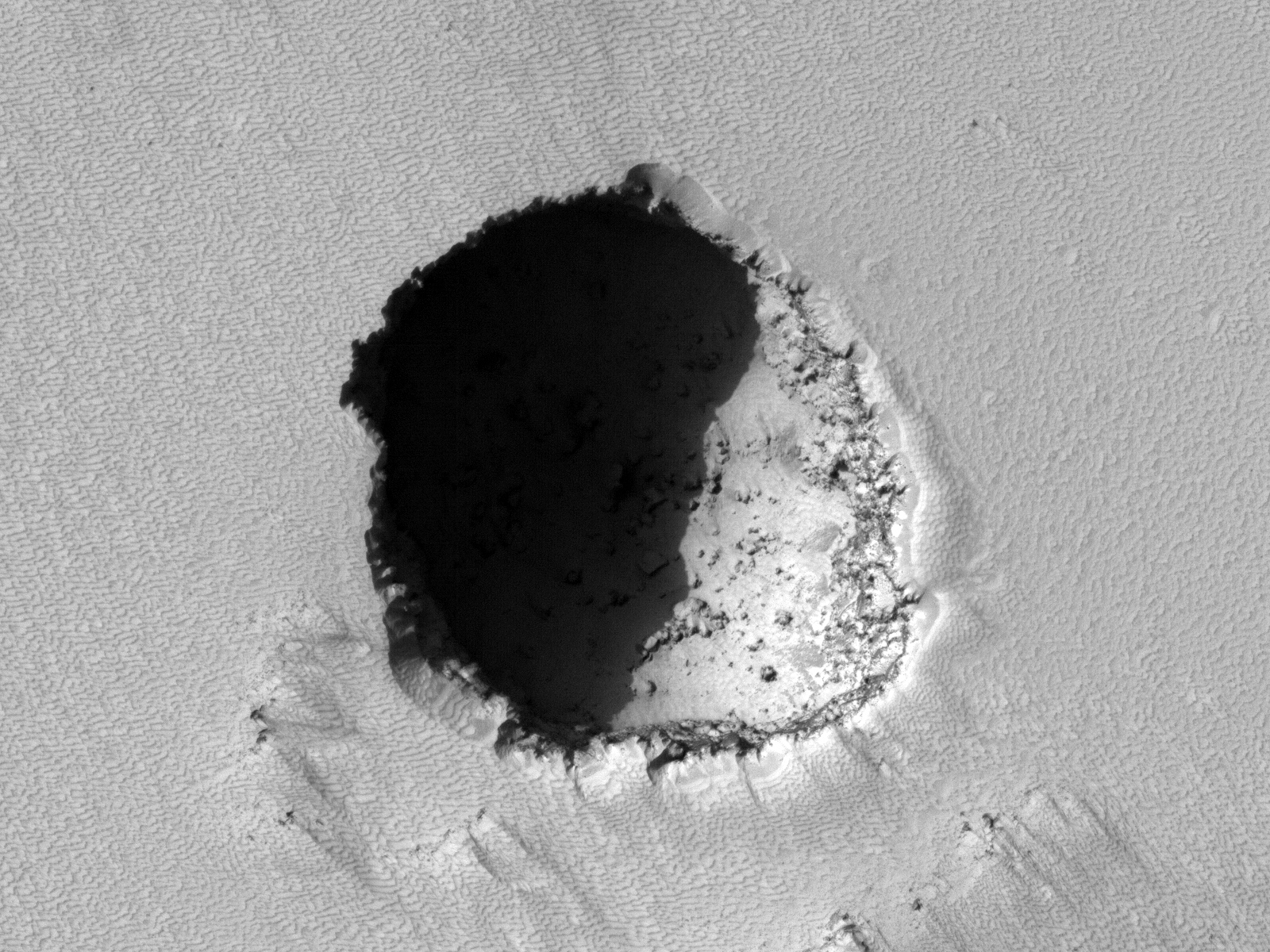
HiRISE image d'un puits de lumière de 180 m de large tube de lave sur le flanc sud-est de Pavonis Mons.
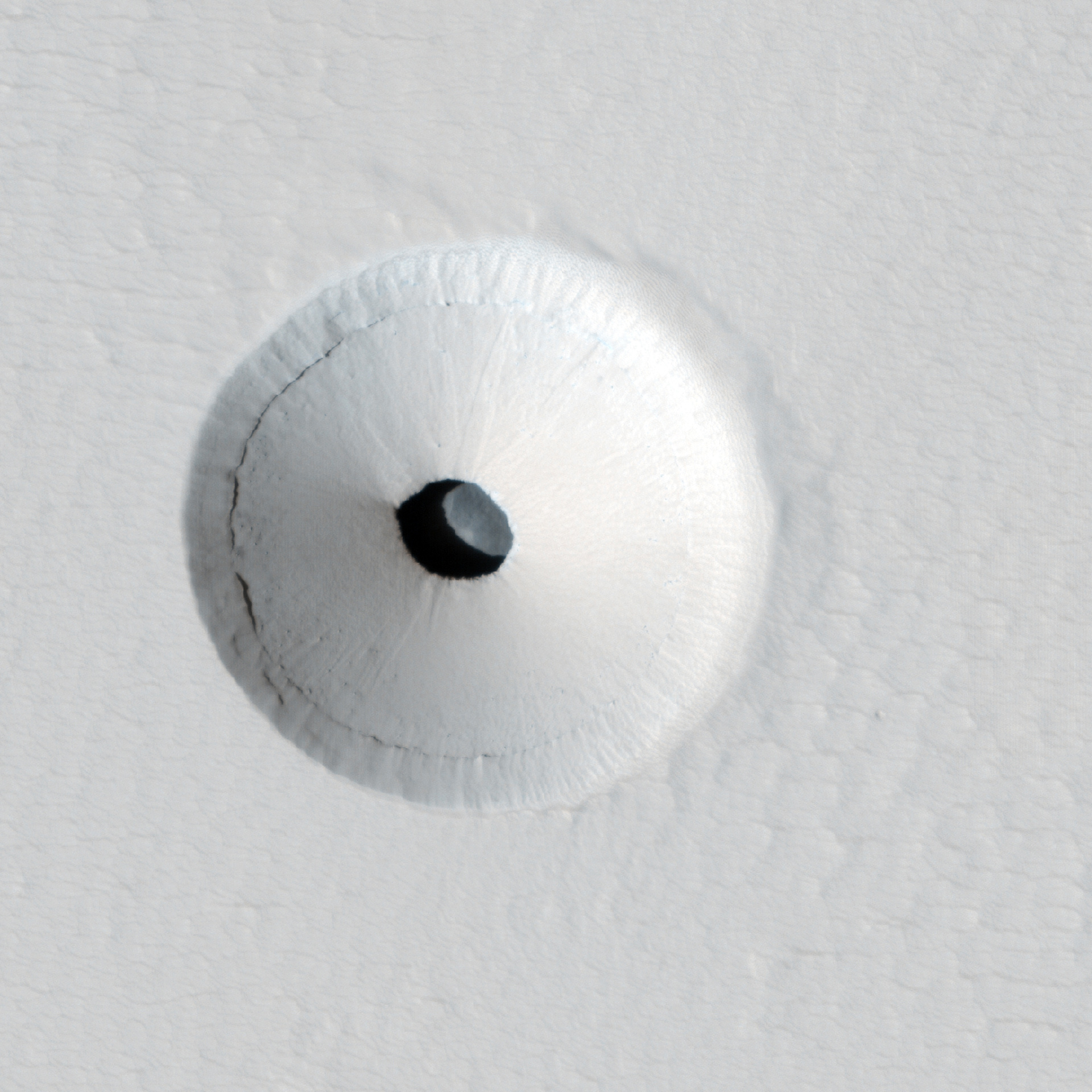
HiRISE image d'un puits de lumière en tube de lave de 35 m de large entouré d'une fosse d'effondrement sur Pavonis Mons.